# Gamle furutrær
Gamle furutrær är en målning av Lars Hertervig från 1865.
Lars Hertervig målade Gamle furutrær vid 35 års ålder i Stavanger. Han arbetade då i en snickeri- och målarverkstad i stan, efter att ha studerat konstmåleri ett par år på Konstakademien i Düsseldorf för Hans Gude. Han hade också besökt England och länder i medelhavsområdet.  

## Målningen
Målningen visare två gamla furor i en urskog en tidig, solklar dag. Mellan den mörka jorden och den ljusa himlen. I dalstråken ligger en blågrå morgondímma och i bakgrunden syns snötäckta fjäll.

## Proveniens
Petra Aanensen (1858–?), ensamstående dotter till målarmästaren Peder Aanensen	(1821–?), lämnade 1940 familjens konstnärliga arvegods till Stavanger kunstforening. I detta ingick Gamle furutrær, som varit i familjen Aanensens ägo från tillkomståret 1865. Hertevigs målning följde med resten av till Mosvannsparken 1992, då den fasta samlingen blev en del av Rogaland kunstmuseum i Stavanger, idag benämnt Stavanger kunstmuseum.

## Andra målningar med skogsmotiv av Lars Hertervig

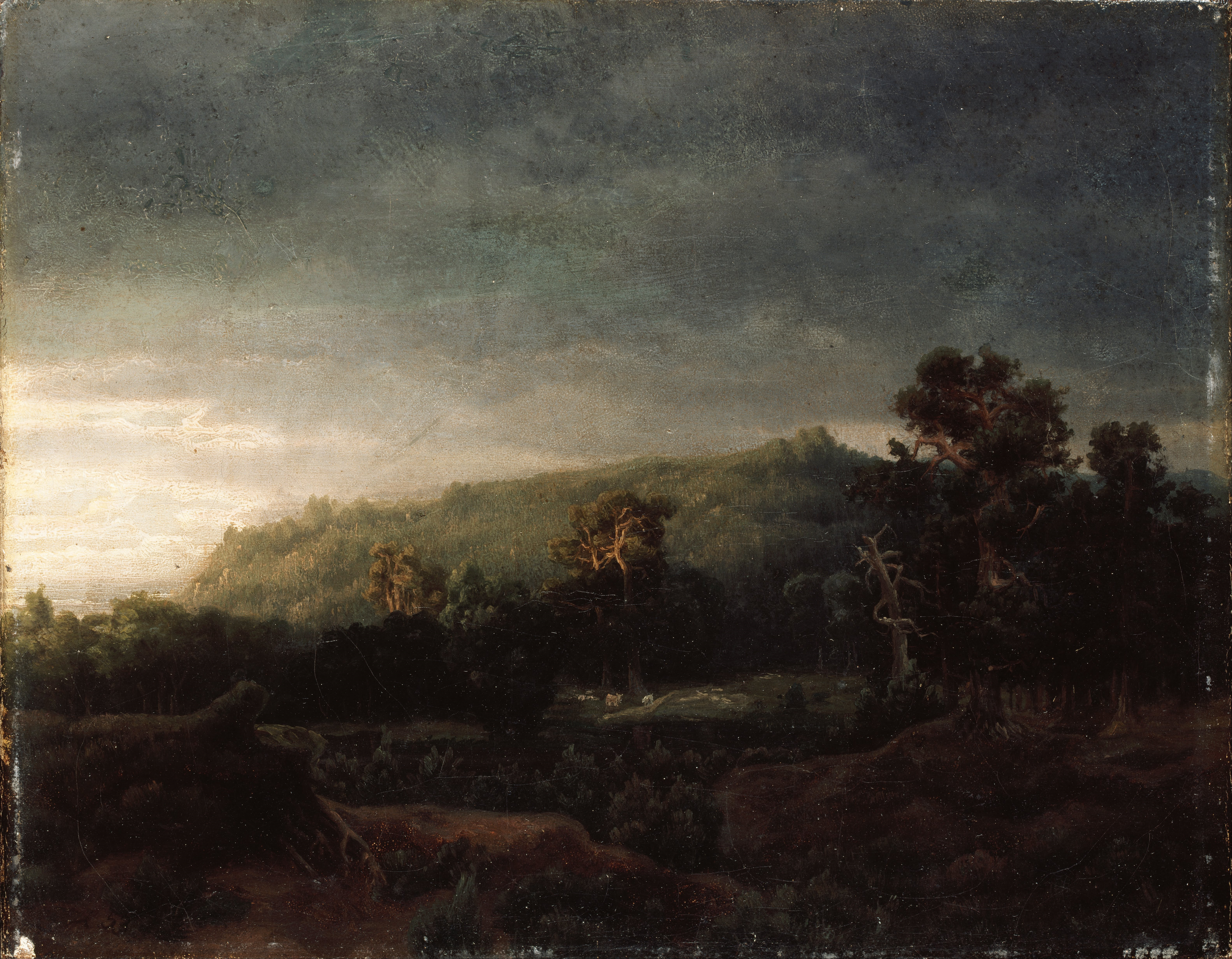
Skog, 1853
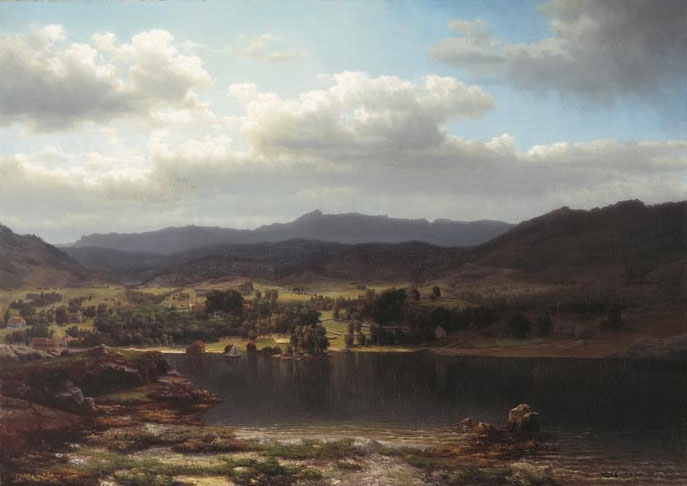
Fra Skånevik, 1854
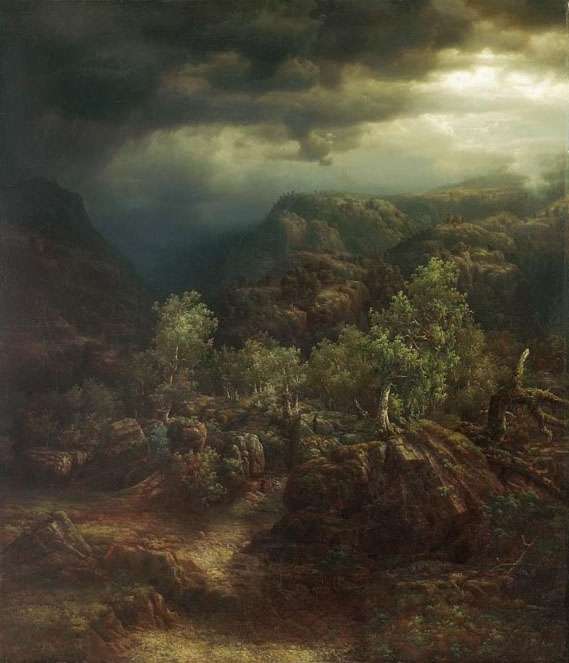
Rullstaddjuvet, 1855
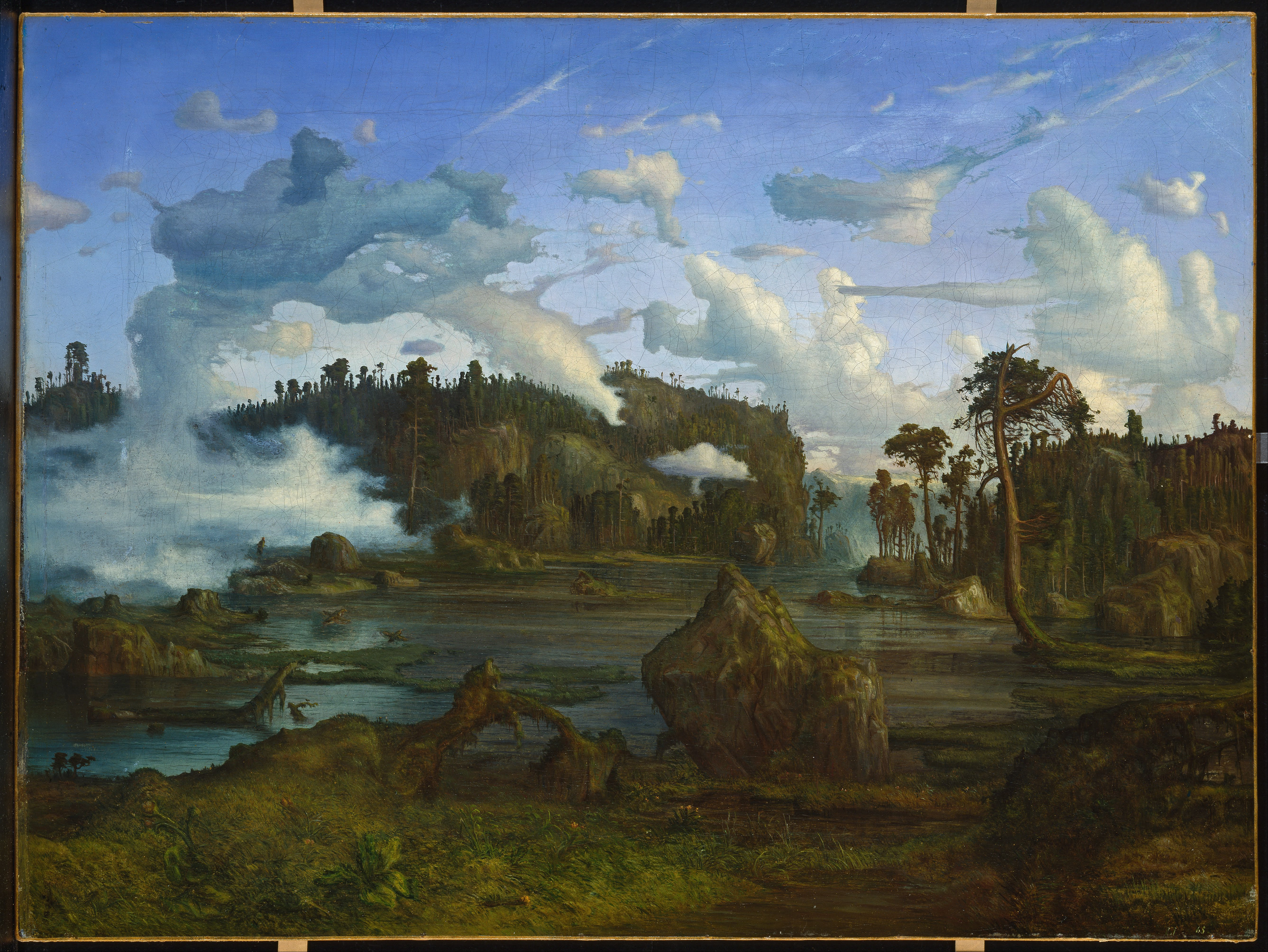
Tjärnen, 1865
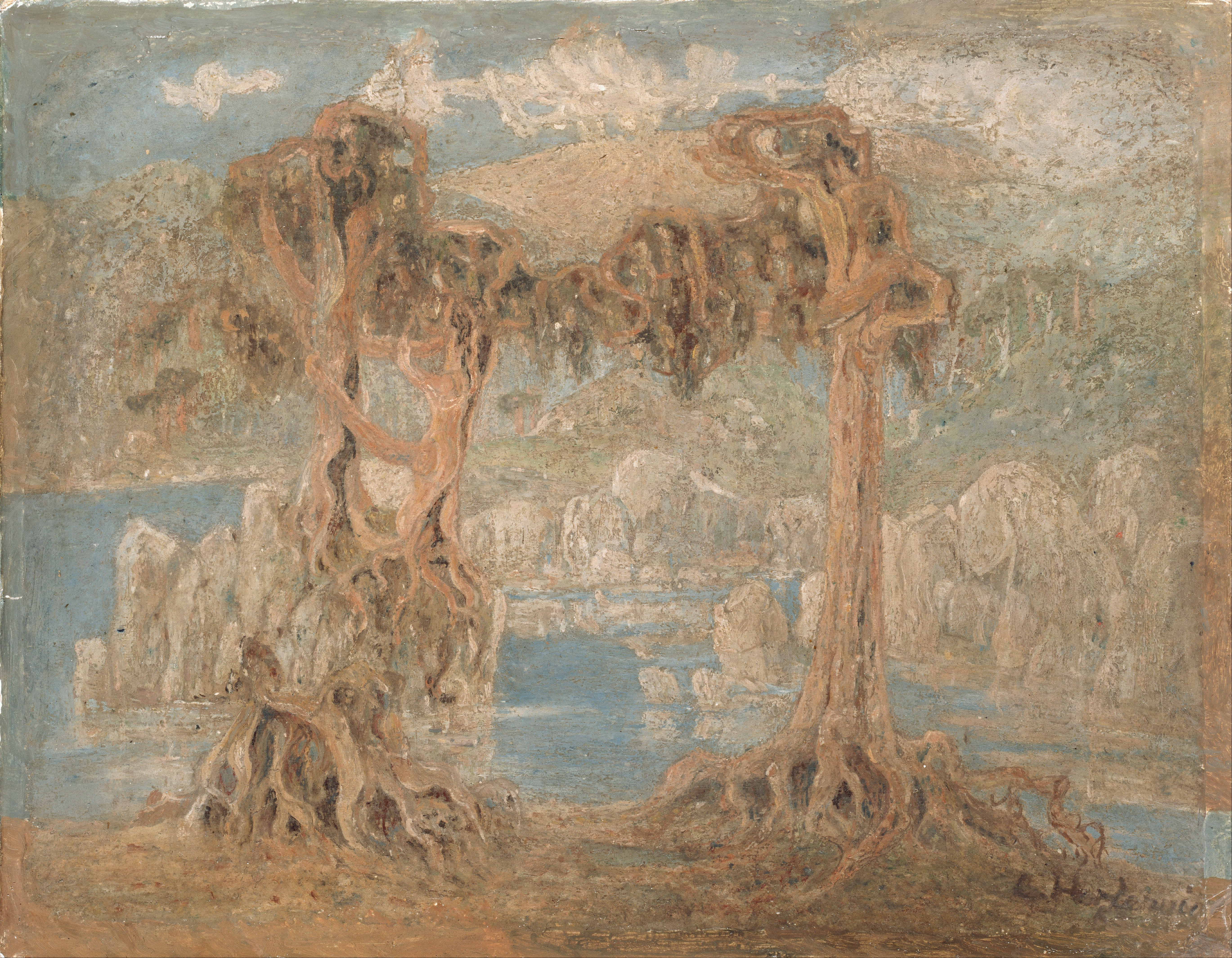
Landskap, 1902